# Antonio Vassilacchi

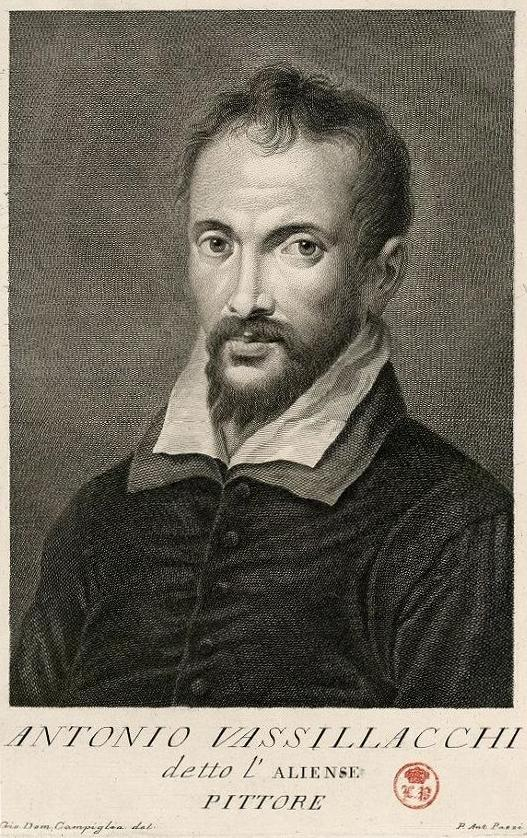
Vassilachi, 1612

Antonio Vassilacchi, Aliense (en griego: Αντώνιος Βασιλάκης,  isla de Milo, 1556-Venecia, 27 de agosto de 1629) fue un pintor grecoitaliano muy activo en Venecia y el Véneto.

## Biografía
Nacido en la isla griega de Milo, de niño se mudó con su familia a Venecia. Sus padres, viendo su tendencias artísticas, lo enviaron con dieciséis años a estudiar con Paolo Veronese, con el que luego colaboró en una serie de frescos en el palacio episcopal de Treviso, en la iglesia de Santa Ágata de Padua en Montecchia di Crosara y en varias iglesias en Venecia, donde tras un incendio en 1577 ayudó a la reconstrucción de los frescos del Palacio Ducal.
En 1584, pasó a ser parte del grupo Fraglia de pintores venecianos, donde se le dio el apodo “Aliense”, del latín alienus, extranjero, por su origen ni veneciano ni italiano, y en 1600 entró en la Scuola di San Nicolò dei Greci.
Se casó tres veces, y tuvo 3 hijos. Su hijo Stefano fue también pintor y lo ayudó en su trabajo y una de sus dos hijas se hizo monja en el monasterio de Santa Chiara, donde su padre había pintado una Anunciación. 
Entre sus alumnos se encuentran su biógrafo Carlo Ridolfi o Tommaso Dolabella.

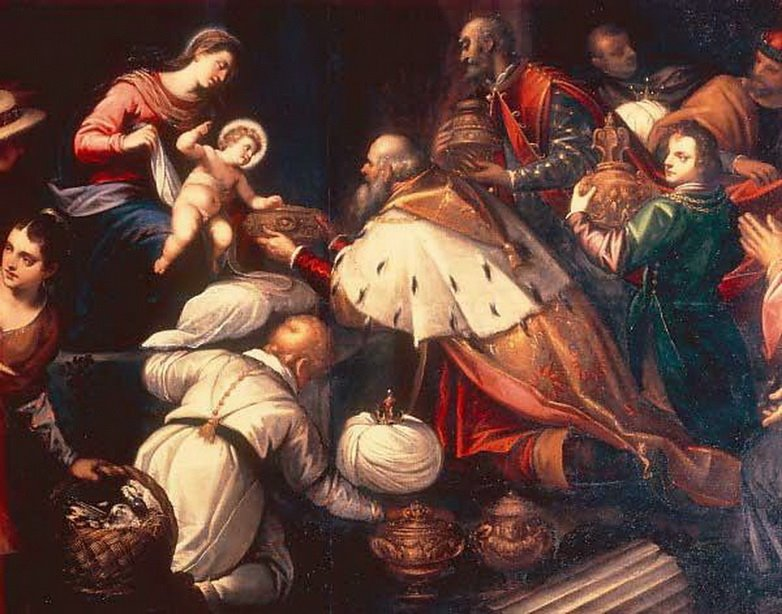
L'Adorazione dei Magi Palazzo Ducale, Sala del Senato
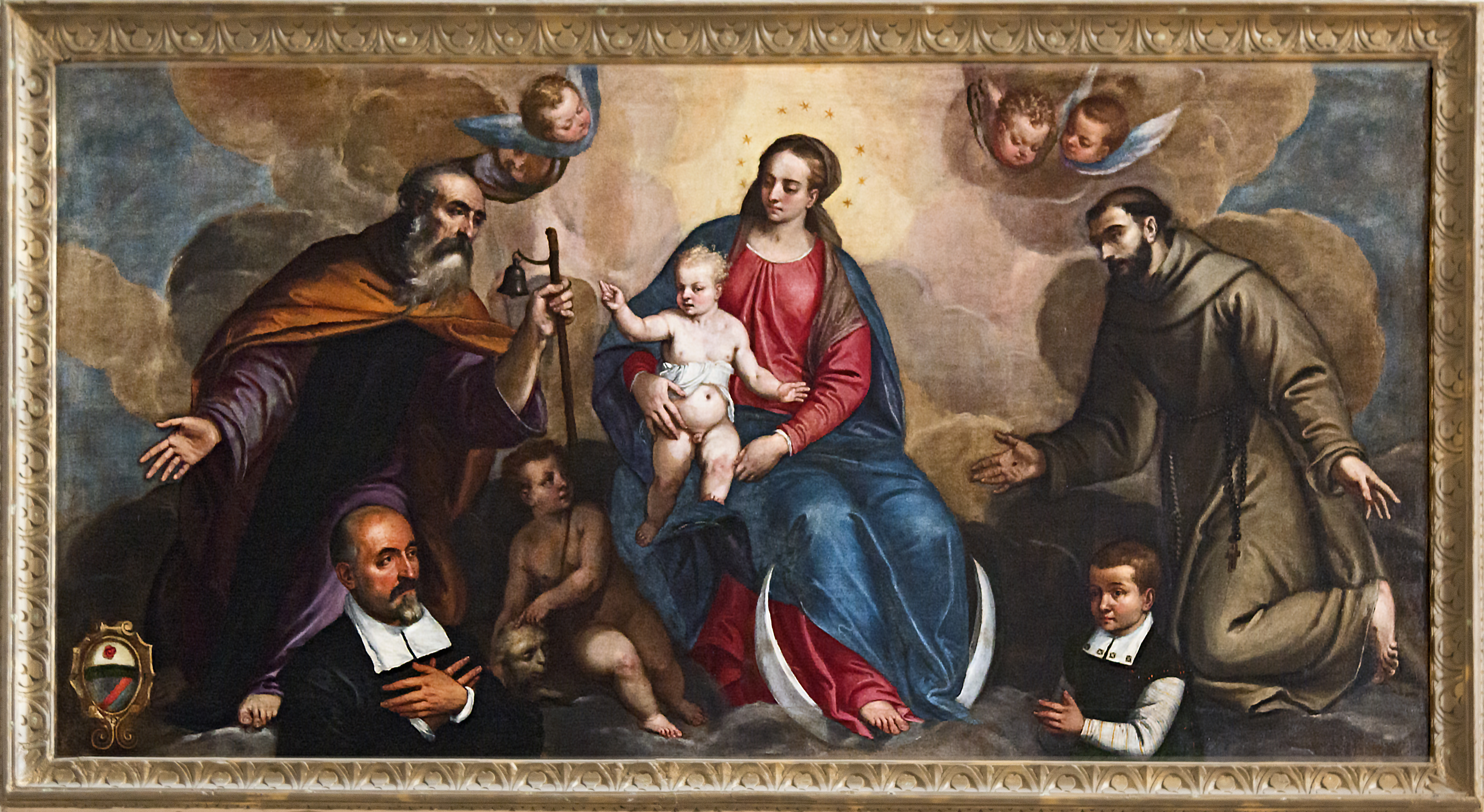
Vergine col bambino, San Francesco della Vigna
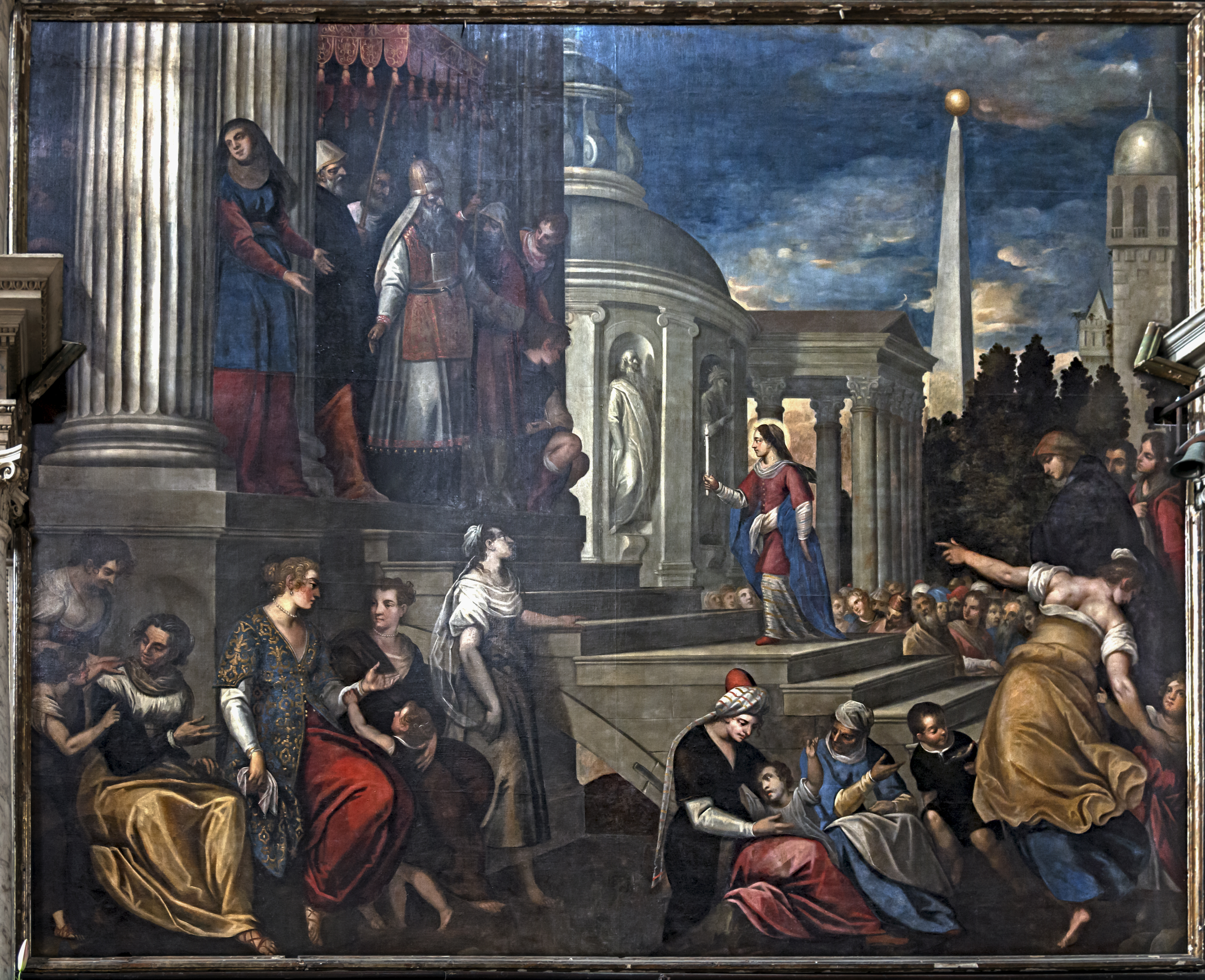
Presentazione di Maria al tempio Chiesa di San Zaccaria
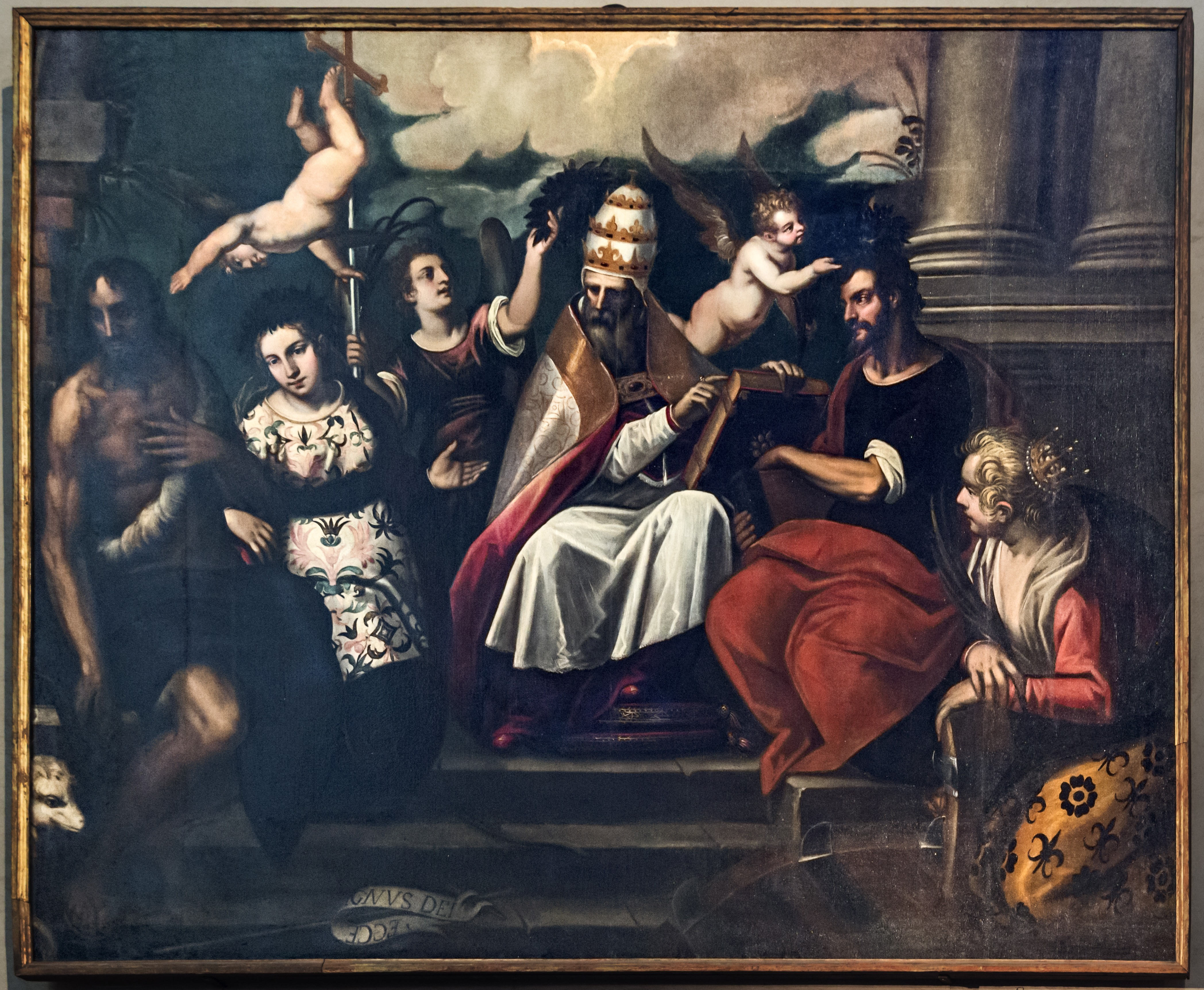
San Gregorio e santiChiesa di San Zaccaria